# Gmina Nowa Sucha
Gmina Nowa Sucha je polská vesnická gmina v okrese Sochaczew v Mazovském vojvodství. Sídlem správy gminy je ves Nowa Sucha.
V roce 2019 zde žilo 6 702 obyvatel. Gmina má rozlohu 90,34 km² a zabírá 12,36 % rozlohy okresu.

## Části gminy
Antoniew, Borzymówka, Braki, Glinki, Kolonia Gradowska, Kornelin-Leonów, Kościelna Góra, Kozłów Biskupi, Kozłów Szlachecki, Kurdwanów, Marysinek, Mizerka-Stary Żylin, Nowa Sucha, Nowy Białynin, Nowy Dębsk, Nowy Kozłów Drugi-Szeligi, Nowy Kozłów Pierwszy, Okopy, Orłów, Rokotów, Roztropna, Stara Sucha-Nowy Żylin, Stary Białynin, Stary Dębsk, Wikcinek, Zakrzew

## Sousední gminy
| Růžice kompasu |                      | Rybno            | Sochaczew | Růžice kompasu |
| Růžice kompasu | Kocierzew Południowy | Sever            | Teresin   | Růžice kompasu |
| Růžice kompasu | Kocierzew Południowy | Gmina Nowa Sucha | Teresin   | Růžice kompasu |
| Růžice kompasu | Kocierzew Południowy | Jih              | Teresin   | Růžice kompasu |
| Růžice kompasu | Nieborów             | Bolimów          | Wiskitki  | Růžice kompasu |